# Plesioscolecithrix juhlae
Plesioscolecithrix juhlae is een eenoogkreeftjessoort uit de familie van de Scolecitrichidae. De wetenschappelijke naam van de soort is voor het eerst geldig gepubliceerd in 2004 door Markhaseva & Dahms.